# 維斯帕希爾卡山
9°57′58″S 77°16′48″W / 9.96611°S 77.28000°W

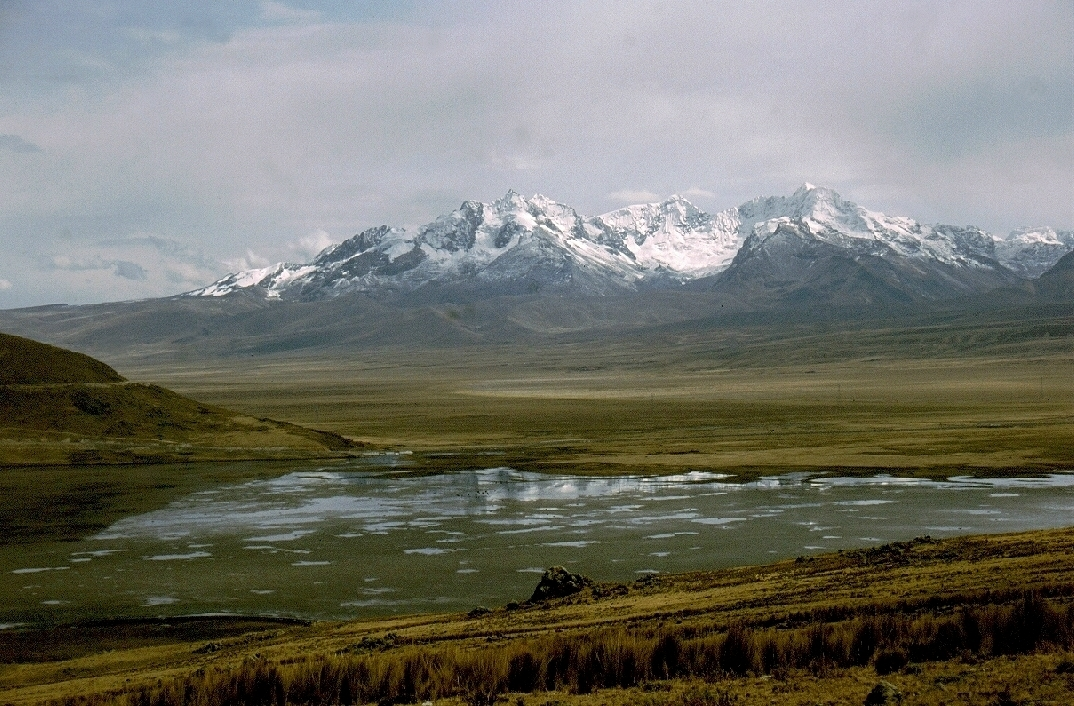

維斯帕希爾卡山（Wishka Hirka），是秘魯的山峰，位於該國北部安卡什大區，由雷奈伊省的卡塔克區負責管轄，屬於布蘭卡山脈的一部分，海拔高度4,934米。